# Emilio Aragón

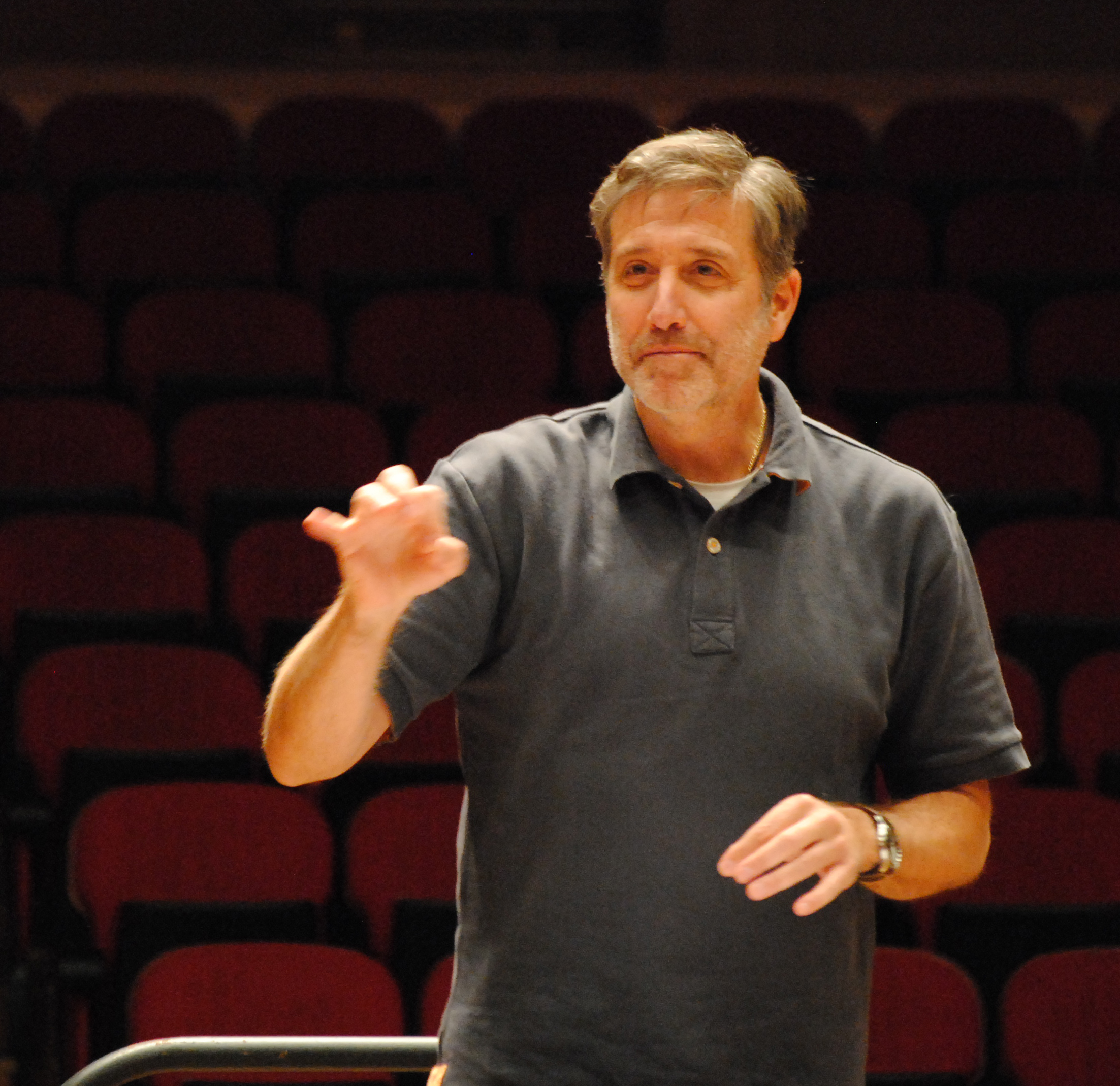
Emilio Aragón bei einer Probe mit Orquesta Sinfónica de Galicia, März 2015

Emilio Tomás Aragón Álvarez (* 16. April 1959 in Havanna) ist ein spanischer Komiker, Clown, Schauspieler, Musiker, Sänger, Moderator, Filmregisseur, Drehbuchautor, Produzent und Medienunternehmer. Zu Beginn seiner Karriere war er unter dem Clownsnamen Milikito bekannt, und in jüngerer Vergangenheit trat er auch unter dem Pseudonym Bebo San Juan auf.

## Biografie
Emilio Aragón wurde in vierter Generation als Kind einer Familie von Clowns geboren. Seine Eltern sind Rita Violeta Álvarez und Emilio Aragón Bermúdez. 1960 zog die Familie von Habana nach Spanien um. Der Vater war als Clown bekannt unter dem Namen Miliki. Das Diminutiv Milikito wurde der Clownsname des Sohns. Seine drei Schwestern waren im späteren Berufsleben ebenfalls in der Medienbranche tätig: Rita Irasema als Sängerin und Moderatorin, María del Pilar als Produzentin und María Amparo als Regisseurin.

Emilio Aragón als Milikito, 1977

Seinen ersten Fernsehauftritt als Clown Milikito hatte er 1970 in der Sendung El gran circo bei TVE, gemeinsam mit seinem Vater, seinem Onkel Gabriel Aragón Bermúdez (Gaby) und seinem Vetter Alfonso Aragón Sac (Fofito). Die gemeinsamen Auftritte liefen bis 1981 unter dem Seriennamen Los Payasos de la Tele. 1983 und 1984 präsentierte er bei TVE eine Serie humoristischer Sketche unter dem Titel Ni en vivo ni en directo. Im September 1984 inszenierte er in Madrid das Musical Barnum in einer dreifachen Funktion als Produzent, Hauptdarsteller und Übersetzer des Libretto ins Spanische.
Mitte der 1980er Jahre wurde er als Moderator populär. Gemeinsam mit José María Fraguas präsentierte er das Programm Saque Bola bei Canal Sur. Für diese Leistung wurde er mit dem Fernsehpreis TP de Oro ausgezeichnet. Zu weiterer Bekanntheit verhalf ihm VIP bei Telecinco, eine abendliche Spielshow, die er von Montag bis Freitag gemeinsam mit dem Regisseur Daniel Écija und Belén Rueda moderierte. Das Programm war so erfolgreich, dass eine samstägliche Version Vip Guay für Kinder und eine nächtliche Show VIP Noche folgten.
1992 hatte er bei der großen Weihnachtssendung La Regala, aufgezeichnet im Palau Sant Jordi vor 15.000 Personen seinen ersten Auftritt bei Antena 3. Ihm wurde die Leitung der Show Noche, Noche anvertraut. Anschließend, in der Saison 1993/1994, hatte er als Frontmann von El gran juego de la oca seinen größten Auftritt bei Antena 3. Für diese Shows gründete er 1993 gemeinsam mit Daniel Écija die Produktionsgesellschaft Globomedia, die eine Reihe von Fernsehsendungen produzierte, darunter ¡Qué me dices!, Caiga quien caiga und El Club de la Comedia.
Nach einem Auslandsaufenthalt kehrte er 1995 zu Telecinco zurück. Dort rief er die Familienserie Médico de familia ins Leben, die bis 1999 fortgesetzt wurde. Zusätzlich zu seiner Funktion als Produzent spielte er auch die Hauptrolle. Von 2002 bis 2003 produzierte er, ebenfalls bei Telecinco, die Serie Javier ya no vive solo und spielte darin die Rolle eines Junggesellen, der sich um seine Nichten kümmert. 2004 folgte Casi perfectos. Telecinco stellte diese Serie jedoch nach der zweiten Saison wegen fehlendem Zuschauerinteresse ein.
2006 wurde er Ehrenpräsident des Senders La Sexta, an dem seine Produktionsfirma Globomedia Anteile besaß. Er blieb es bis zur Fusion des Senders mit der Mediengesellschaft Atresmedia. Bei La Sexta moderierte er die Sendung Los irrepetibles de Amstel, eine Improvisationsshow, sowie Sé lo que hicisteis. 2009 führte er seine erste Filmregie für Pájaros de papel mit Imanol Arias, Lluís Homar und Carmen Machi. 2012 reiste er in die USA und führte Regie in dem Film A Night in Old Mexico mit Robert Duvall und Jeremy Irvine.
2017 brachte er in einer Doppelfunktion als Drehbuchautor und Regisseur den Thriller Pulsaciones bei Antena 3 ins Fernsehen. 2021 schuf er mit B.S.O. eine Serie von Musiksendungen, in denen er selbst neben bekannten des spanischen Gesangs auftritt.
Eine andere Facette seines Schaffens waren Musikalben wie beispielsweise Te huelen los pies. Unter dem Pseudonym Bebo San Juan veröffentlichte er seine Gesänge zu traditioneller Musik aus Kuba. Er besitzt einen Pilotenschein und engagiert sich als Vizepräsident im Netzwerk Acción contra el Hambre sowie in weiteren sozialen Projekten und Organisationen wie Oxfam und der Stiftung Dales la Palabra.

## Privatleben
Emilio Aragón ist seit 1983 mit der Augenärztin Aruca Fernández-Vega Feijoó verheiratet. Aus der Ehe gingen drei Kinder hervor: Iciar (* 1985), Macarena (* 1988) und Ignacio (1995).

## Schaffen

### Fernsehen
| Jahr      | Titel                                | Sender                                     | Rolle / Funktion / Anmerkungen                                                         |
| --------- | ------------------------------------ | ------------------------------------------ | -------------------------------------------------------------------------------------- |
| 1965–1968 | El Show de Las 5                     | Canal 2 (Puerto Rico), Canal 8 (Venezuela) |                                                                                        |
| 1971–1972 | El Show de Gaby Fofó y Miliki        | Canal 13 (Argentina)                       |                                                                                        |
| 1973      | Las aventuras de Gaby, Fofó y Miliki | TVE                                        |                                                                                        |
| 1977–1981 | El gran circo de TVE                 | TVE                                        |                                                                                        |
| 1980      | 625 líneas                           | TVE                                        | Mit seinem Vater (Miliki), Gabriel Aragón Bermúdez (Gaby), Alfonso Aragón Sac (Fofito) |
| 1981      | Esta noche                           | TVE                                        | Mit seinem Vater (Miliki), Gabriel Aragón Bermúdez (Gaby), Alfonso Aragón Sac (Fofito) |
| 1982      | El loco mundo de los payasos         | TVE                                        | Mit seinem Vater (Miliki), Gabriel Aragón Bermúdez (Gaby), Alfonso Aragón Sac (Fofito) |
| 1982      | Tompy, el conejito de trapo          | TVE                                        |                                                                                        |
| 1983–1984 | Ni en vivo ni en directo             | TVE                                        | Hauptrolle                                                                             |
| 1984      | Un, dos, tres... responda otra vez   | TVE                                        |                                                                                        |
| 1985      | Festival OTI de la Canción           |                                            | Mit Paloma San Basilio                                                                 |
| 1987      | Cabalgata de los Reyes Magos 1987    | TVE-1                                      | Mit den Electroduendes                                                                 |
| 1989      | Saque Bola                           | Canal Sur                                  | Moderator                                                                              |
| 1990      | VIP                                  | Telecinco                                  | Moderator                                                                              |
| 1990–1992 | VIP Noche                            | Telecinco                                  | Moderator                                                                              |
| 1990–1991 | VIP Guay                             | Telecinco                                  | Moderator                                                                              |
| 1993      | Noche, noche                         | Antena 3                                   | Moderator                                                                              |
| 1993–1994 | El gran juego de la oca              | Antena 3                                   | Moderator                                                                              |
| 1995      | Sin complejos                        | El Trece                                   | Moderator und Produzent                                                                |
| 1995      | Un paseo por el tiempo               | TVE-1                                      |                                                                                        |
| 1995      | Farmácia de Guardia                  | Antena 3                                   | Nacho Martín (1 Episode)                                                               |
| 1995–1999 | Médico de familia                    | Antena 3                                   | Nacho Martín (119 Episoden)                                                            |
| 1998      | Gala de la hispanidad 1998           | Telecinco                                  |                                                                                        |
| 1999      | Cine de barrio                       | TVE-1                                      |                                                                                        |
| 1999      | Gala Unicef, A mis niños de 30 años  | TVE-1                                      |                                                                                        |
| 2002–2003 | El Club de la Comedia                | Antena 3                                   | Moderator                                                                              |
| 2002–2003 | Javier ya no vive solo               | Telecinco                                  | Javier Alonso                                                                          |
| 2004–2005 | Casi perfectos                       | Antena 3                                   | Andrés Costa                                                                           |
| 2005      | Las aventuras de los Gabytos         | Antena 3                                   | Dschinn                                                                                |
| 2006–2007 | Los irrepetibles de Amstel           | La Sexta                                   | Eingeladener Künstler                                                                  |
| 2014–2018 | El hormiguero 3.0                    | Antena 3                                   | Eingeladener Künstler                                                                  |
| 2017      | Pulsaciones                          | Antena 3                                   | Drehbuch und Regie                                                                     |
| 2019      | Paquita salas                        | Netflix                                    | Professor                                                                              |
| 2021      | La resistencia                       | #0                                         | Eingeladener Künstler                                                                  |
| 2021      | B.S.O.                               | #0                                         | Moderator                                                                              |

### Film
| Jahr | Titel                             | Rolle / Funktion                   |
| ---- | --------------------------------- | ---------------------------------- |
| 1987 | Policía                           | Gumersindo (Hauptrolle)            |
| 1988 | Tú y yo                           | Emilio Fonseca                     |
| 1991 | El robobo de la jojoya            | Verängstigter Kunde (Kurzauftritt) |
| 2002 | Carlitos y el campo de los sueños | Produzent und Musik                |
| 2010 | Pájaros de papel                  | Drehbuch, Musik und Regie          |
| 2012 | Una noche en vieja México         | Drehbuch, Musik und Regie          |

### Diskografie
- Gaby, Miliki, Fofito und Milikito: Había una vez un disco (1977)
- Gaby, Miliki, Fofito und Milikito: Cómo me pica la nariz (1979)
- Gaby, Miliki, Fofito und Milikito: Cantando siempre cantando (1980)
- Discolandia (1980)
- Te huelen los pies (1991)
- Eso Es Así (1992)
- Atrapado (1993)
- A mis niños de 30 años (1999)
- El Soldadito de Plomo: Cuento sinfónico (2004)
- El Soldadet de Plom (katalanische Fassung) (2005)
- Bach to Cuba (2006)
- Carlitos y el campo de los sueños: Originalmusik zum gleichnamigen Film (2008)
- Pájaros de papel: Originalmusik zum gleichnamigen Film (2010)
- Longum Vitae Suspirium: Kantate für Bariton, Chor und Orchester  (2011)
- A night in Old Mexico: Originalmusik zum gleichnamigen Film (2013)
- Bebo San Juan: La vuelta al mundo (2019)

### Shows
- Festival Mundial del Circo (1977)
- Barnum (1984)

## Auszeichnungen
| Jahr | Preis               | Kategorie                          | Rang      | Titel                                    | Genre     |
| ---- | ------------------- | ---------------------------------- | --------- | ---------------------------------------- | --------- |
| 1983 | Emmy                | Beste Comedy                       | Finalist  | Ni en vivo ni en directo                 | Fernsehen |
| 1989 | TP de Oro           | Personaje más popular de Canal Sur | Sieger    | Saque Bola                               | Fernsehen |
| 1990 | TP de Oro           | Bester Moderator                   | Sieger    | VIP Noche und VIP Guay                   | Fernsehen |
| 1991 | TP de Oro           | Bester Moderator                   | Sieger    | VIP Noche und VIP Guay                   | Fernsehen |
| 1991 | Antena de Oro       |                                    | Sieger    | VIP Noche                                | Fernsehen |
| 1991 | Premios Ondas       | Nacionales de televisión           | Sieger    | VIP Noche                                | Fernsehen |
| 1993 | TP de Oro           | Bester Moderator                   | Sieger    | El gran juego de la oca und Noche, noche | Fernsehen |
| 1995 | TP de Oro           | Bester Schauspieler                | Sieger    | Médico de familia                        | Fernsehen |
| 1995 | Fotogramas de Plata | Bester Schauspieler                | nominiert | Médico de familia                        | Fernsehen |
| 1996 | TP de Oro           | Bester Schauspieler                | Sieger    | Médico de familia                        | Fernsehen |
| 1996 | Fotogramas de Plata | Bester Schauspieler                | nominiert | Médico de familia                        | Fernsehen |
| 1996 | Premios Ondas       | Nacionales de televisión           | Sieger    | Médico de familia                        | Fernsehen |
| 1997 | TP de Oro           | Bester Schauspieler                | Sieger    | Médico de familia                        | Fernsehen |
| 1997 | Fotogramas de Plata | Bester Schauspieler                | nominiert | Médico de familia                        | Fernsehen |
| 1998 | TP de Oro           | Bester Schauspieler                | nominiert | Médico de familia                        | Fernsehen |
| 1999 | TP de Oro           | Bester Schauspieler                | nominiert | Médico de familia                        | Fernsehen |
| 2010 | Premios Goya        | Beste Nachwuchs-Regie              | nominiert | Pájaros de papel                         | Film      |
| 2010 | Premios Goya        | Bester Originalsong                | nominiert | No se puede vivir con un franco          | Film      |
| 2013 | Premios Goya        | Bester Originalsong                | nominiert | Aquí sigo                                | Film      |
| 2012 | Premios Goya        | Beste Originalmusik                | nominiert | Una noche en vieja México                | Film      |